# 1974 (musikalbum)
1974 är ett musikalbum från 1974 av den svenska rockgruppen Nynningen. Skivnumret är MNW 45P.

## Låtlista
Ena sidan:
1. Vilda strejker lönar sig (Anders Melander),en hyllning till hamnarbetarnas vilda strejk i Göteborg 1970. Strejken orsakade att Hamnarbetarförbundet lämnade LO !
2. Nattpromenaden (Tomas Forssell)
3. Ingenting sker mekaniskt (Leif Nylén)
4. Sånt händer inte här (Bertil Goldberg - Anders Melander - Peter Wahlqvist)

Andra sidan:
1. Intro/Marschen till Caobans rike (Bernt Andersson - Tomas Forssell)
2. Vinden genom träden förebådar stormen (Anders Lönnbro - Bertil Goldberg - Ewa Wilhelmsson, efter Chou En-Lai)
3. När så tingen börjar klarna (Tomas Forssell)
4. Uppror (Nynningen)
5. Seger (Sven Wernström - Gunnar Edander)